# Wig (economie)
De wig is het verschil tussen de loonkosten voor een werkgever en het nettoloon dat de werknemer ontvangt. Dit verschil wordt veroorzaakt door twee factoren. De werkgever betaalt sociale premies boven op het brutoloon dat de werknemer ontvangt, dit deel van het verschil heet de werkgeverswig. Over dit brutoloon worden vervolgens belastingen en sociale premies afgedragen, waarna het nettoloon overblijft, de werknemerswig. Hoewel de belasting en sociale premies formeel door de werknemer worden afgedragen, worden zij door de werkgever al op het brutoloon ingehouden. De werknemer krijgt dus direct het nettoloon uitbetaald.
De afzet en de prijs van een bepaald product in een markt worden volgens de wet van vraag en aanbod samen bepaald. Wanneer de prijs van het product door belastingheffing hoger wordt, betekent dit dat de afzet in dezelfde markt minder wordt. Een extra belastingdruk zorgt voor minder handel van het product in de gegeven markt.
Een hoge wig heeft een ongunstige invloed op het arbeidsaanbod vanwege het drukkende effect op het nettoloon. Het nettoloon valt lager uit naarmate de wig hoger is, waardoor minder mensen bereid zullen zijn zich aan te bieden op de arbeidsmarkt.